# Liste der Kulturdenkmale in Blankenhain (Crimmitschau)

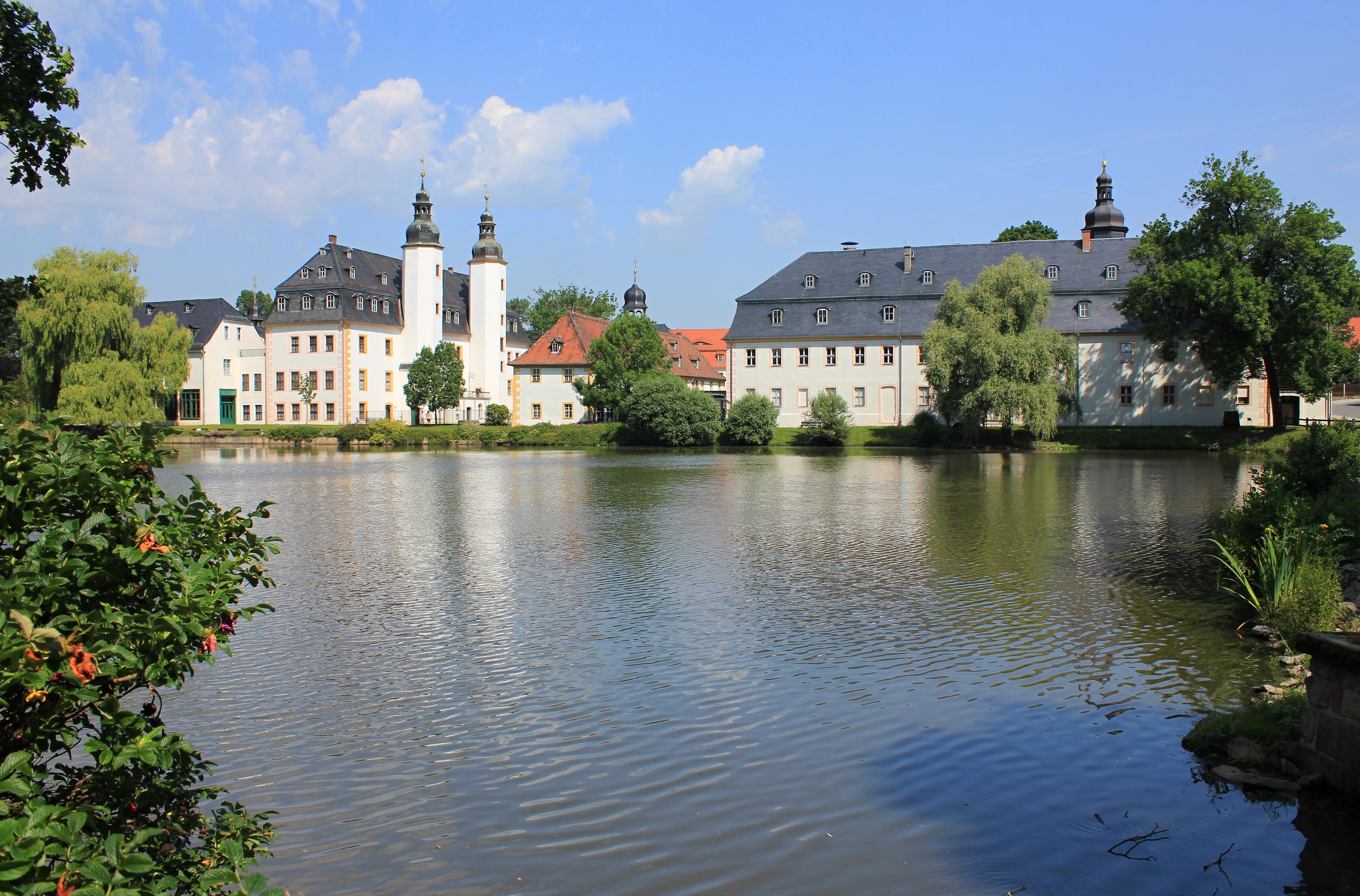
Schloss Blankenhain

Die Liste der Kulturdenkmale in Blankenhain (Crimmitschau) enthält die in der amtlichen Denkmalliste des Landesamtes für Denkmalpflege Sachsen ausgewiesenen Kulturdenkmale im Crimmitschauer Ortsteil Blankenhain.

## Legende
- Bild: Bild des Kulturdenkmals, ggf. zusätzlich mit einem Link zu weiteren Fotos des Kulturdenkmals im Medienarchiv Wikimedia Commons. Wenn man auf das Kamerasymbol klickt, können Fotos zu Kulturdenkmalen aus dieser Liste hochgeladen werden:
- Bezeichnung: Denkmalgeschützte Objekte und ggf. Bauwerksname des Kulturdenkmals
- Lage: Straßenname und Hausnummer oder Flurstücknummer des Kulturdenkmals. Die Grundsortierung der Liste erfolgt nach dieser Adresse. Der Link (Karte) führt zu verschiedenen Kartendiensten mit der Position des Kulturdenkmals. Fehlt dieser Link, wurden die Koordinaten noch nicht eingetragen. Sind diese bekannt, können sie über ein Tool mit einer Kartenansicht einfach nachgetragen werden. In dieser Kartenansicht sind Kulturdenkmale ohne Koordinaten mit einem roten bzw. orangen Marker dargestellt und können durch Verschieben auf die richtige Position in der Karte mit Koordinaten versehen werden. Kulturdenkmale ohne Bild sind an einem blauen bzw. roten Marker erkennbar.
- Datierung: Baubeginn, Fertigstellung, Datum der Erstnennung oder grobe zeitliche Einordnung entsprechend des Eintrags in der sächsischen Denkmaldatenbank
- Beschreibung: Kurzcharakteristik des Kulturdenkmals entsprechend des Eintrags in der sächsischen Denkmaldatenbank, ggf. ergänzt durch die dort nur selten veröffentlichten Erfassungstexte oder zusätzliche Informationen
- ID: Vom Landesamt für Denkmalpflege Sachsen vergebene, das Kulturdenkmal eindeutig identifizierende Objekt-Nummer. Der Link führt zum PDF-Denkmaldokument des Landesamtes für Denkmalpflege Sachsen. Bei ehemaligen Kulturdenkmalen können die Objektnummern unbekannt sein und deshalb fehlen bzw. die Links von aus der Datenbank entfernten Objektnummern ins Leere führen. Ein ggf. vorhandenes Icon  führt zu den Angaben des Kulturdenkmals bei Wikidata.

## Blankenhain
| Bild                                    | Bezeichnung | Lage                            | Datierung                       | Beschreibung | ID       |
| --------------------------------------- | --- | ------------------------------- | ------------------------------- | --- | -------- |
| Direkt Bild zu diesem Denkmal hochladen | Häuslerhaus | Am Gutsteich 8 (Karte)          | 1. Hälfte 18. Jahrhundert       | Baugeschichtlich und sozialgeschichtlich von Bedeutung, ein Fachwerkbau, Zeugnis bäuerlicher Lebensweise vergangener Zeiten in der Gemarkung Rußdorf. Geblattete Holzverbindungen, querliegende Gefache, Erdgeschoss massiv unterfahren, Stuhlsäule, wahrscheinlich bis First, Satteldach, Giebel verschiefert, an einem Giebel Anbau, wahrscheinlich ursprünglich mit Biehlerner Stube. | 09242800 |
|                                         | Deutsches Landwirtschaftsmuseum Schloss Blankenhain: Eishaus mit Keller und Lagerkeller | Am Koberbach (Karte)            | um 1800                         | Ortsgeschichtlich und wissenschaftlich von Bedeutung. Einzeldenkmal der Sachgesamtheit (siehe auch Sachgesamtheitsdokument Obj. 09301045): Museumsbestandteil Lagerkeller jenseits der Dorfstraße, erfasst unter der Anschrift Hauptstraße. | 09242778 |
| Direkt Bild zu diesem Denkmal hochladen | Vierseithof mit Wohnstallhaus und drei Seitengebäuden | Am Koberbach 2 (Karte)          | 18. Jahrhundert                 | Baugeschichtlich und sozialgeschichtlich von Bedeutung, geschlossenes Ensemble von Fachwerkbauten, Zeugnis bäuerlicher Lebensweise vergangener Zeiten in der Gemarkung Rußdorf. - Nicht besichtigt, ein Seitengebäude: Torhaus, - Wohnhaus: Traufseitiger Anbau, alle Gebäude Satteldächer, Außenansicht gut erhalten, wichtig für Ortsbild. (Objekt wurde erfasst unter der Adresse Hauptstraße 2) | 09242805 |
|                                         | Häuslerhaus | Am Koberbach 22 (Karte)         | um 1800                         | Baugeschichtlich und sozialgeschichtlich von Bedeutung, geschlossenes Ensemble von Fachwerkbauten, Zeugnis bäuerlicher Lebensweise vergangener Zeiten in der Gemarkung Rußdorf. Fachwerk Obergeschoss, Erdgeschoss massiv, eventuell Lehmstock, Satteldach, Giebeldreieck verschiefert. (Erfasst unter der Anschrift Hauptstraße 22) | 09242768 |
| Direkt Bild zu diesem Denkmal hochladen | Wohnhaus, ehemals mit Bäckerei | Am Koberbach 32 (Karte)         | Anfang 19. Jahrhundert          | Ein Fachwerkbau, baugeschichtlich und sozialgeschichtlich von Bedeutung. Besteht aus zwei Bauteilen: - Erster Bauteil: Fachwerk Obergeschoss, Erdgeschoss massiv, keine Streben, Walmdach, umfassend restauriert 1992/93, - Zweiter Bauteil: Massiver Anbau ohne Denkmalwert, (erfasst unter der Anschrift Hauptstraße 32). | 09242769 |
|                                         | Deutsches Landwirtschaftsmuseum Schloss Blankenhain: Wohnhaus mit Backstube, Stallgebäude und Scheune eines Dreiseithofes, ehemalige Dorfbäckerei | Am Koberbach 34 (Karte)         | 1776 Dendro                     | Baugeschichtlich und sozialgeschichtlich von Bedeutung, geschlossenes Ensemble von Fachwerkbauten, Zeugnis bäuerlicher Lebens- und Arbeitsweise vergangener Zeiten. Museumsbestandteil Backstube, 1895. Einzeldenkmal der Sachgesamtheit (siehe auch Sachgesamtheitsdokument Obj. 09301045): - Alle Häuser: Erdgeschoss massiv, Obergeschoss Fachwerk, Krüppelwalmdächer, - Wohnhaus: Fachwerk Obergeschoss verputzt (erfasst unter der Anschrift Hauptstraße 34). | 09242770 |
| Direkt Bild zu diesem Denkmal hochladen | Häuslerhaus | Am Koberbach 37 (Karte)         | 1809                            | Baugeschichtlich und sozialgeschichtlich von Bedeutung, ein Fachwerkbau, Zeugnis bäuerlicher Lebensweise vergangener Zeiten in der Gemarkung Rußdorf. Nachträgliche Anbauten an Traufseite, Fachwerk Obergeschoss, Erdgeschoss massiv, an Schwelle datiert, Krüppelwalmdach, wichtig für Ortsbild. (Objekt wurde erfasst unter der Adresse Hauptstraße 37) | 09242806 |
|                                         | Schule | Am Koberbach 38 (Karte)         | bezeichnet 1890                 | Ortsgeschichtlich und baugeschichtlich von Bedeutung, ein Gründerzeitbau (Klinkerfassade mit giebelbekröntem Eingangsrisalit). Klinkerfassade mit Eckquaderung, Fenster und Türen original, gelber Klinker. (Erfasst unter der Anschrift Hauptstraße 38) | 09242767 |
| Direkt Bild zu diesem Denkmal hochladen | Ehemaliges Wohnstallhaus und Stallgebäude eines Vierseithofes | Am Koberbach 40 (Karte)         | 2. Hälfte 18. Jahrhundert       | Baugeschichtlich und sozialgeschichtlich von Bedeutung, Ensemble von Fachwerkbauten, Zeugnis bäuerlicher Lebensweise vergangener Zeiten. - Wohnhaus: Zahlreiche Streben im Obergeschoss, Erdgeschoss massiv, Fachwerk Obergeschoss, gezapfte Holzverbindungen, Schiebefenster, alter hölzerner Fensterstock im Erdgeschoss, Giebeldreieck verbrettert, - Stall: Erdgeschoss massiv, Fachwerk Obergeschoss, ursprünglich mit Durchfahrt (erfasst unter der Anschrift Hauptstraße 40). | 09242771 |
| Direkt Bild zu diesem Denkmal hochladen | Denkmal für die Gefallenen des Ersten Weltkrieges | Am Koberbach 40 (vor) (Karte)   | nach 1918 (Kriegerdenkmal)      | Ortsgeschichtlich von Bedeutung. Kriegerdenkmal Blankenhain. | 09301196 |
|                                         | Deutsches Landwirtschaftsmuseum Schloss Blankenhain: Vierseithof mit Wohnhaus, Scheune und zwei Seitengebäuden | Am Koberbach 47 (Karte)         | um 1800                         | Baugeschichtlich und sozialgeschichtlich von Bedeutung, geschlossenes Ensemble größtenteils von Fachwerkbauten, Zeugnis bäuerlicher Lebensweise vergangener Zeiten, Museumsbestandteil. Einzeldenkmal der Sachgesamtheit (siehe auch Sachgesamtheitsdokument Obj. 09301045): Museumsbestandteil, sogenannter „Kleinbauernhof“, (erfasst unter der Anschrift Hauptstraße 47). | 09242772 |
| Direkt Bild zu diesem Denkmal hochladen | Deutsches Landwirtschaftsmuseum Schloss Blankenhain: Wohnhaus, ehemaliges Landarbeiterhaus | Am Koberbach 57 (Karte)         | 1723 Dendro                     | Sozialgeschichtlich von Bedeutung. Einzeldenkmal der Sachgesamtheit (siehe auch Sachgesamtheitsdokument Obj. 09301045): Museumsbestandteil „Drescherhaus“, Zusammenhang zu Rittergut, (erfasst unter der Anschrift Hauptstraße 57) | 09242773 |
| Direkt Bild zu diesem Denkmal hochladen | Fronfeste | Am Koberbach 63 (Karte)         | um 1700                         | Ortsgeschichtlich von Bedeutung. Erfasst unter der Anschrift Hauptstraße 63. | 09242774 |
| Direkt Bild zu diesem Denkmal hochladen | Wohnhaus eines Bauernhofes | Am Koberbach 69 (Karte)         | um 1800                         | Bau- und sozialgeschichtlich von Bedeutung. Kleinbauernwirtschaft, Erdgeschoss massiv, Fachwerk Obergeschoss verputzt oder verkleidet mit Eckstreben, Krüppelwalmdach (erfasst unter der Anschrift Hauptstraße 69). | 09242775 |
| Direkt Bild zu diesem Denkmal hochladen | Wohnhaus | Am Koberbach 78 (Karte)         | um 1870                         | Baugeschichtlich von Bedeutung, ein Gründerzeithaus noch mit Anklängen an den spätklassizistischen Stil, reichgestaltete Fassaden. Putzfassade, Putzquaderung oder Putznutung im Erdgeschoss, Türen und Fenster original, kannelierte Pilaster im Obergeschoss, quadratischer Grundriss (erfasst unter der Anschrift Hauptstraße 78). | 09242776 |
| Direkt Bild zu diesem Denkmal hochladen | Wohnhaus und Seitengebäude eines Zweiseithofes | Am Koberbach 119 (Karte)        | um 1800                         | Baugeschichtlich und sozialgeschichtlich von Bedeutung. Fachwerkbauten, Krüppelwalmdächer, Erdgeschoss massiv, Obergeschoss Fachwerk, am Wohnhaus Giebel verbrettert mit Wetterschrägen (erfasst unter der Anschrift Hauptstraße 119). | 09242777 |
| Direkt Bild zu diesem Denkmal hochladen | Wassermühle | Am Lindenberg 1 (Karte)         | 1768 Dendro                     | Baugeschichtlich und ortsgeschichtlich von Bedeutung, ein Fachwerkbau in der Gemarkung Rußdorf. Fachwerk Obergeschoss, Erdgeschoss massiv unterfahren, ursprünglich mit Umgebinde, Holzeinschubdecke erhalten, Schiffchenkehlen am starken Unterzug und den Einschubbrettern, Krüppelwalmdach, stehender Stuhl, verzapfte Holzverbindungen, Holzeinschubdecke: 1768 laut dendrochronologischer Untersuchung. | 09242802 |
| Direkt Bild zu diesem Denkmal hochladen | Wohnhaus (Umgebindehaus) und Seitengebäude mit Oberlaube eines Dreiseithofes | Am Lindenberg 2 (Karte)         | 1685 Dendro                     | Baugeschichtlich und sozialgeschichtlich von großer Bedeutung, Ensemble von Fachwerkbauten in der Gemarkung Rußdorf. - Wohnhaus: Ein eingeschossiges Umgebindehaus, Seitengebäude Obergeschoss Fachwerk mit altertümlicher Konstruktion (doppelte gerade Andreaskreuze pro Gefach, aufgeblattete Kopfstreben), das Wohnhaus ist ein Umgebindehaus, - Wohnhaus: Kniestockkonstruktion, Umgebinde mit erhaltener Blockstube und Holzeinschubdecke, Ständerbauweise, Mittelflur, Kammer, Küche, Waschhaus und Stube im Erdgeschoss, Schlafkammer und Bodenkammer im Obergeschoss, Spitzboden über Kehlbalken, geblattete Kopfstreben, - Seitengebäude: Mit dreibogiger Oberlaube, Gebäude nachträglich verlängert, im Erdgeschoss Ställe, massiv unterfahren, Obergeschoss Fachwerk mit Kammern, Reste alter Ausmalung – grau und weiß, diagonale Streifen, in Brüstungsfeldern gerade Andreaskreuze, im Giebeldreieck Rautenornament, im Dach stehender Stuhl im älteren Gebäudeteil. | 09242803 |
| Direkt Bild zu diesem Denkmal hochladen | Deutsches Landwirtschaftsmuseum Schloss Blankenhain: Neubauernstelle | Am Schloß (Karte)               | nach 1945                       | Bau- und sozialgeschichtlich von Bedeutung. Museumsbestandteil (auf dem Gelände des ehemaligen Rittergutes, ursprünglicher Standort Callenberg, OT Callenberg, Altenburger Straße 37, siehe auch Objekt 09235995). Ist Einzeldenkmal der Sachgesamtheit (siehe auch Sachgesamtheitsdokument Obj. 09301045). | 09242446 |
| Direkt Bild zu diesem Denkmal hochladen | Deutsches Landwirtschaftsmuseum Schloss Blankenhain: Kirche | Am Schloß (Karte)               | 1876 (Orgel)                    | Auf Kapelle der ehemaligen Wasserburg zurückgehend, von baugeschichtlichem und ortsgeschichtlichem Wert, im barock überformter mittelalterlicher Sakralbau, als Teil der Schlossanlage ortsbildprägend. Einzeldenkmal der Sachgesamtheit (siehe auch Sachgesamtheitsdokument Obj. 09301045): Schlichter Putzbau, ehemalige Burgkapelle, Anfang 13. Jahrhundert, einfach profiliertes Rundbogenportal an Südseite erhalten, durch Vorhalle verdeckt, seit 1714 Rückbau mit Felderdecke, 1875 restauriert, Einzelfiguren Altar 17. Jahrhundert, Holzkruzifix 17. Jahrhundert, Wappenepitaph 18. Jahrhundert. | 09301046 |
| Weitere Bilder                          | Sachgesamtheit Deutsches Landwirtschaftsmuseum Schloss Blankenhain | Am Schloß (Karte)               | 17./18. Jahrhundert             | Anlage von großer baugeschichtlicher, ortsgeschichtlicher und städtebaulicher Bedeutung, barocke Schlossanlage, ortsbildprägende Baulichkeiten (Kirche, Pfarrhaus, Alte Dorfschule etc.) als Museumsbestandteile oder aufgrund ihrer Lage nahe dem Schloss (heute Landwirtschaftsmuseum) von Bedeutung. Sachgesamtheit mit den Einzeldenkmälern: - Schlossanlage (ehemaliges Rittergut) mit - Hauptschloss, Ehemalige Wasserburganlage, im 17./18. Jahrhundert tiefgreifend verändert, im Osten vorgelagert achtseitige Treppentürme, im Kern noch mittelalterlicher Rechteckbau, dreigeschossig mit Mansarddach, Räume innen mit einfachen Stuckdecken des 17. Jahrhunderts, Orangerie um 1880 als Wintergarten, - Orangeriegebäude, - Inspektorenhaus mit Wirtschaftsgebäude, um 1780 umgebaut, dazu Ritterguts–Kuhställe 18./19. Jahrhundert, - Brennereigebäude, um 1780 umgebaut, und Torhaus, - Vorschloss, Einfriedungsmauer mit zwei Toren (zur Lindenallee), - Urnenvase und Pavillon im Park (siehe auch Einzeldenkmalliste – Obj. 09242764 ): Parkpavillon um 1900, umgesetzt 1995–1997 aus einem Villengrundstück in Leubnitz (Breitscheidstraße 16/18), Urnenvase mit Inschrift „Der Sohn. Den Eltern“. Sowie dem - Schlosspark (Gartendenkmal), darin Schlossteich mit Insel sowie Lindenallee an der Hauptzufahrt. Weiterhin mit den Einzeldenkmalen: Dorfkirche (Am Schloß, Obj. 09301046), ehemalige Burgkapelle, Anfang 13. Jahrhundert, einfach profiliertes Rundbogenportal an Südseite erhalten, durch Vorhalle verdeckt, seit 1714 Rückbau mit Felderdecke, 1875 restauriert, Einzelfiguren Altar 17. Jahrhundert, Holzkruzifix 17. Jahrhundert, Wappenepitaph 18. Jahrhundert, und den Museumsbestandteilen: - Neubauernhof (Am Schloß, Obj. 09242446) - Umgebindehaus (Am Schloß, Obj. 09301209), - Eishaus (Am Koberbach, Obj. 09242778), - Dorfbäckerei (Am Koberbach 34, Obj. 09242770), - Kleinbauernhof (Am Koberbach 47, Obj. 09242772), - Landarbeiterhaus (Am Koberbach 57, Obj. 09242773), - Transformatorenturm (An der Windmühle, Obj. 09240268), - Bierkeller (An der Windmühle, Obj. 09242787), - Windmühle (An der Windmühle, Obj. 09242785), - Pfarrhof (An der Windmühle 2, Obj. 09242788), - Alte Schule (An der Windmühle 4, Obj. 09242789), - Mausoleum (Friedhofsweg, Obj. 09242766), - Forsthaus (Friedhofsweg, Obj. 09242765) Und den Einzeldenkmalen: - Ehemalige Maschinen-Traktoren-Station (Schloßblickstraße, Obj. 09242780), - Jahrmarktsbudenhaus (Schloßblickstraße, Obj. 09242779), - Dorfschmiede (Schloßblickstraße 4, Obj. 09242782), - Gasthaus Lindenhof (Schloßblickstraße 6, Obj. 09242783) und - Ehemalige Schäferei (Thomas-Müntzer-Weg 2, Obj. 09242790). | 09301045 |
| Direkt Bild zu diesem Denkmal hochladen | Deutsches Landwirtschaftsmuseum Schloss Blankenhain: Umgebindehaus | Am Schloß (Karte)               | 18. Jahrhundert                 | Bau- und sozialgeschichtlich von Bedeutung, Museumsbestandteil (ursprünglicher Standort des Umgebindehauses in Thüringen). Einzeldenkmal der Sachgesamtheit (siehe auch Sachgesamtheitsdokument Obj. 09301045), umgesetztes Fachwerkhaus aus Thüringen. | 09301209 |
| Direkt Bild zu diesem Denkmal hochladen | Schloss Blankenhain mit Hauptschloss, Orangeriegebäude, Inspektorenhaus, Wirtschaftsgebäude, Brennereigebäude, Vorschloss, Einfriedungsmauer mit zwei Toren (zur Lindenallee), Urnenvase und Pavillon im Park (siehe auch Sachgesamtheitsdokument Obj. 09301045) | Am Schloß 6; 7; 8 (Karte)       | 17. Jahrhundert (Schlossanlage) | Von großer baugeschichtlicher, ortsgeschichtlicher und städtebaulicher Bedeutung, eine Barock geprägte Schlossanlage. Einzeldenkmale der Sachgesamtheit Deutsches Landwirtschaftsmuseum Schloss Blankenhain: - Schloss: Ehemals Wasserburganlage, im 17./18. Jahrhundert tiefgreifend verändert, im Osten vorgelagert achtseitige Treppentürme, im Kern noch mittelalterlicher Rechteckbau, dreigeschossig mit Mansarddach, Räume innen mit einfachen Stuckdecken des 17. Jahrhunderts, Orangerie um 1880 als Wintergarten, - Wirtschaftsgebäude: Um 1780 umgebaut, dazu Ritterguts–Kuhställe 18./19. Jahrhundert, - Brennereigebäude: Um 1780 umgebaut. | 09242764 |
|                                         | Kirche mit Ausstattung (Kanzelaltar, Taufständer, Schnitzfiguren) | An der Rußdorfer Kirche (Karte) | 1673–1766                       | Ortsgeschichtlich, baugeschichtlich und künstlerisch von Bedeutung, spätmittelalterlicher Saalbau von barocken Umbauten geprägt. Flachgedeckter Rechteckbau, eingeschossig umlaufende Empore, ornamental bemalte Brüstungsfelder von 1766, Dachreiter, (erfasst unter der Anschrift OT Crimmitschau, Hauptstraße). | 09242804 |
| Direkt Bild zu diesem Denkmal hochladen | Ehemaliger Bierkeller | An der Windmühle (Karte)        | 19. Jh.                         | Wirtschaftsgeschichtlich von Bedeutung, Museumsbestandteil. Einzeldenkmal der Sachgesamtheit Deutsches Landwirtschaftsmuseum Schloss Blankenhain: (siehe auch Sachgesamtheitsdokument Obj. 09301045), seit 1981 Agrar- und Freilichtmuseum Schloss Blankenhain, (erfasst unter der Anschrift Nischwitzer Straße). | 09242787 |
|                                         | Bockwindmühle mit Müllerhaus sowie Trinkpavillon | An der Windmühle (Karte)        | 1740                            | Technikgeschichtlich, wirtschaftsgeschichtlich und baugeschichtlich von Bedeutung, Museumsbestandteil (ursprünglicher Standort der Mühle: Großenstein bei Ronneburg in Thüringen, 1982 umgesetzt). Einzeldenkmale der Sachgesamtheit Deutsches Landwirtschaftsmuseum Schloss Blankenhain: (siehe auch Sachgesamtheitsdokument Obj. 09301045): Höhe: 12,78 Meter, Breite/Tiefe: 6,80 m × 6,80 m (erfasst unter der Anschrift Nischwitzer Straße). | 09242785 |
|                                         | Feldscheune des ehemaligen Rittergutes | An der Windmühle (Karte)        | 1913                            | Wirtschaftsgeschichtlich und ortsbildprägend von Bedeutung, Museumsbestandteil. Einzeldenkmal der Sachgesamtheit Deutsches Landwirtschaftsmuseum Schloss Blankenhain: (siehe auch Sachgesamtheitsdokument Obj. 09301045): Seit 1981 Agrar- und Freilichtmuseum Schloß Blankenhain, (erfasst unter der Anschrift Nischwitzer Straße). | 09242786 |
| Direkt Bild zu diesem Denkmal hochladen | Transformatorenhäuschen | An der Windmühle (Karte)        | um 1920/1930                    | Technikgeschichtlich von Bedeutung, Museumsbestandteil (auf dem Gelände des ehemaligen Rittergutes, ursprünglicher Standort Callenberg, OT Meinsdorf, Langenberger Straße, gegenüber Nummer 11). Einzeldenkmal der Sachgesamtheit Deutsches Landwirtschaftsmuseum Schloss Blankenhain: (siehe auch Sachgesamtheitsdokument Obj. 09301045): Seit 1981 Agrar- und Freilichtmuseum Schloß Blankenhain, (erfasst unter der Anschrift Nischwitzer Straße). | 09240268 |
|                                         | Ehemaliges Pfarrhaus, Scheune und Seitengebäude (mit Oberlaube) des Pfarrhofes | An der Windmühle 2 (Karte)      | um 1780 (Pfarrhaus)             | Ortsgeschichtlich und baugeschichtlich von Bedeutung, barockes Ensemble, ortsbildprägende Lage, Museumsbestandteil. Einzeldenkmal der Sachgesamtheit Deutsches Landwirtschaftsmuseum Schloss Blankenhain (siehe auch Sachgesamtheitsdokument Obj. 09301045): - Stallgebäude: Erdgeschoss Blockbauweise, - Ställe: Obergeschoss mit Laubengang, Fachwerk, Satteldach (erfasst unter der Anschrift Nischwitzer Straße 2). | 09242788 |
| Direkt Bild zu diesem Denkmal hochladen | Alte Dorfschule | An der Windmühle 4 (Karte)      | 1. Drittel 19. Jahrhundert      | Ortsgeschichtlich von Bedeutung, Museumsbestandteil. Einzeldenkmal der Sachgesamtheit Deutsches Landwirtschaftsmuseum Schloss Blankenhain (siehe auch Sachgesamtheitsdokument Obj. 09301045): (erfasst unter der Anschrift Nischwitzer Straße 4) | 09242789 |
|                                         | Ehemaliges Forsthaus mit Windturbine | Friedhofsweg (Karte)            | um 1670                         | Ortsgeschichtlich und technikgeschichtlich von Bedeutung, Teil des Rittergutes Blankenhain, Museumsbestandteil. Einzeldenkmal der Sachgesamtheit Deutsches Landwirtschaftsmuseum Schloss Blankenhain (siehe auch Sachgesamtheitsdokument Obj. 09301045): Försterhaus: Kniestockkonstruktion, Erdgeschoss massiv, Kniestock noch Fachwerk, ehemals Ständerbauweise, Rittergutsförsterei mit Wasserversorgungsanlage, seit 1981 Agrar- und Freilichtmuseum Schloss. Blankenhain | 09242765 |
|                                         | Mausoleum (Familiengruft der Familie Scheuereck), Grufthaus (Erbbegräbnis Familie Wilhelm Zacher) und Leichenhalle auf dem Friedhof | Friedhofsweg (Karte)            | um 1790 (Mausoleum)             | Künstlerisch, ortsgeschichtlich, kunsthistorisch und baugeschichtlich von Bedeutung, die Gruft Scheuereck ein Barockbau, die Gruft Zacher im neoklassizistischen Stil, die Leichenhalle im historistischen Stil. Einzeldenkmale der Sachgesamtheit Deutsches Landwirtschaftsmuseum Schloss Blankenhain (siehe auch Sachgesamtheitsdokument Obj. 09301045): - Mausoleum: Familiengruft der Familie Scheuereck, erster bürgerlicher Besitzer des Rittergutes, um 1790 erbaut, um 1870 umgebaut, - Grufthaus: Familienbegräbnis Zacher – Wilhelm Zacher, ehemals Rittergutsbesitzer und Fabrikant in Leubnitz, letzter Rittergutsbesitzer – mit Säulenportikus. | 09242766 |
| Direkt Bild zu diesem Denkmal hochladen | Denkmal | Friedhofsweg (Karte)            | 1797                            | Künstlerisch und ortsgeschichtlich von Bedeutung, errichtet für den Rittergutsbesitzer Karl Gottlob Scheuereck, der bei der Jagd ums Leben kam, Sandsteinobelisk mit Inschrift. Isoliert im Wald stehendes Denkmal, errichtet durch Amalie Eberhardine Scheuereck geborene Jockisch, für ihren auf der Jagd ums Leben gekommenen Gatten Karl Gottlob Scheuereck (26. August 1722 bis 13. Juli 1794). | 09240372 |
| Direkt Bild zu diesem Denkmal hochladen | Jahrmarktsbudenhaus | Schloßblickstraße (Karte)       |                                 | Einzeldenkmal der Sachgesamtheit Deutsches Landwirtschaftsmuseum Schloss Blankenhain: (siehe auch Sachgesamtheitsdokument Obj. 09301045) | 09242779 |
| Direkt Bild zu diesem Denkmal hochladen | Ehemaliger MTS-Stützpunkt | Schloßblickstraße (Karte)       | um 1960 (Traktorenstation)      | Orts- und sozialgeschichtlich von Bedeutung, Zeugnis für die Technisierung und Kollektivierung der Landwirtschaft in der DDR. Einzeldenkmal der Sachgesamtheit Deutsches Landwirtschaftsmuseum Schloss Blankenhain (siehe auch Sachgesamtheitsdokument Obj. 09301045): Maschinen-Traktoren-Station, (erfasst unter der Anschrift Mannichswalder Straße). | 09242780 |
| Direkt Bild zu diesem Denkmal hochladen | Häuslerhaus | Schloßblickstraße 1 (Karte)     | 2. Hälfte 18. Jahrhundert       | Sozialgeschichtlich und baugeschichtlich von Bedeutung, ein Fachwerkhaus. Wohnhaus mit Frackdach durch traufseitige Erweiterung (erfasst unter der Anschrift Mannichswalder Straße 1). | 09242781 |
| Direkt Bild zu diesem Denkmal hochladen | Wohnhaus und Seitengebäude mit Werkstatt der Dorfschmiede | Schloßblickstraße 4 (Karte)     | um 1750                         | Ortsgeschichtlich und baugeschichtlich von Bedeutung, ein Fachwerkbau. Einzeldenkmal der Sachgesamtheit Deutsches Landwirtschaftsmuseum Schloss Blankenhain: (siehe auch Sachgesamtheitsdokument Obj. 09301045): - Wohnhaus: Schiffchenkehlen an Schwelle, beide Gebäude: Erdgeschoss massiv, Fachwerk Obergeschoss, - Seitengebäude: Erdgeschoss mit Werkstatt, alte Ausstattung der Dorfschmiede, so Ambossstock von 1832, Obergeschoss Wohnung, (erfasst unter der Anschrift Mannichswalder Straße 4) | 09242782 |
| Direkt Bild zu diesem Denkmal hochladen | Gasthof (ohne Saalanbau) | Schloßblickstraße 6 (Karte)     | um 1800                         | Ortsgeschichtlich von Bedeutung, ortsbildprägende Lage an der Schlosszufahrt, ein schlichter Barockbau. Einzeldenkmal der Sachgesamtheit Deutsches Landwirtschaftsmuseum Schloss Blankenhain (siehe auch Sachgesamtheitsdokument Obj. 09301045): Mansarddach, ursprünglich Dorfgasthof „Hohe Linde“ (erfasst unter der Anschrift Mannichswalder Straße). | 09242783 |
| Direkt Bild zu diesem Denkmal hochladen | Ehemaliges Armenhaus | Schloßblickstraße 14 (Karte)    | um 1800                         | Sozialgeschichtlich von Bedeutung. Erdgeschoss massiv, Obergeschoss Fachwerk verbrettert, teilweise verputzt, giebelseitig aufgeschlossen, Krüppelwalmdach, traufseitiger Anbau, als Armenhaus gebaut (erfasst unter der Anschrift Mannichswalder Straße 14). | 09242784 |
| Direkt Bild zu diesem Denkmal hochladen | Ehemaliges Wohnstallhaus der einstigen Schäferei | Thomas-Müntzer-Weg 2 (Karte)    | 1716 (Wohnstallhaus)            | Ortsgeschichtlich und baugeschichtlich von Bedeutung, ein Fachwerkbau. Einzeldenkmal der Sachgesamtheit Deutsches Landwirtschaftsmuseum Schloss Blankenhain (siehe auch Sachgesamtheitsdokument Obj. 09301045): - Wohnhaus: Reste hölzernen Türstocks erhalten, Erdgeschoss massiv unterfahren, ursprünglich Biehlerne Stube und Umgebinde, Holzeinschubdecke erhalten, Schiffchenkehlen am Unterzug doppelt, Fachwerk Obergeschoss mit leicht vorkragender abgefaster Schwelle, alle Holzverbindungen im Obergeschoss gezapft, Streben, Satteldach, Rautenornament im Giebeldreieck, Fachwerkriegel dort auf Sparren geblattet, - Scheune: Mansardwalmdach, große Ausmaße, Scheune 2003 abgebrochen, Wohnstallhaus saniert. | 09242790 |